# フルート協奏曲集 (ヴィヴァルディ)

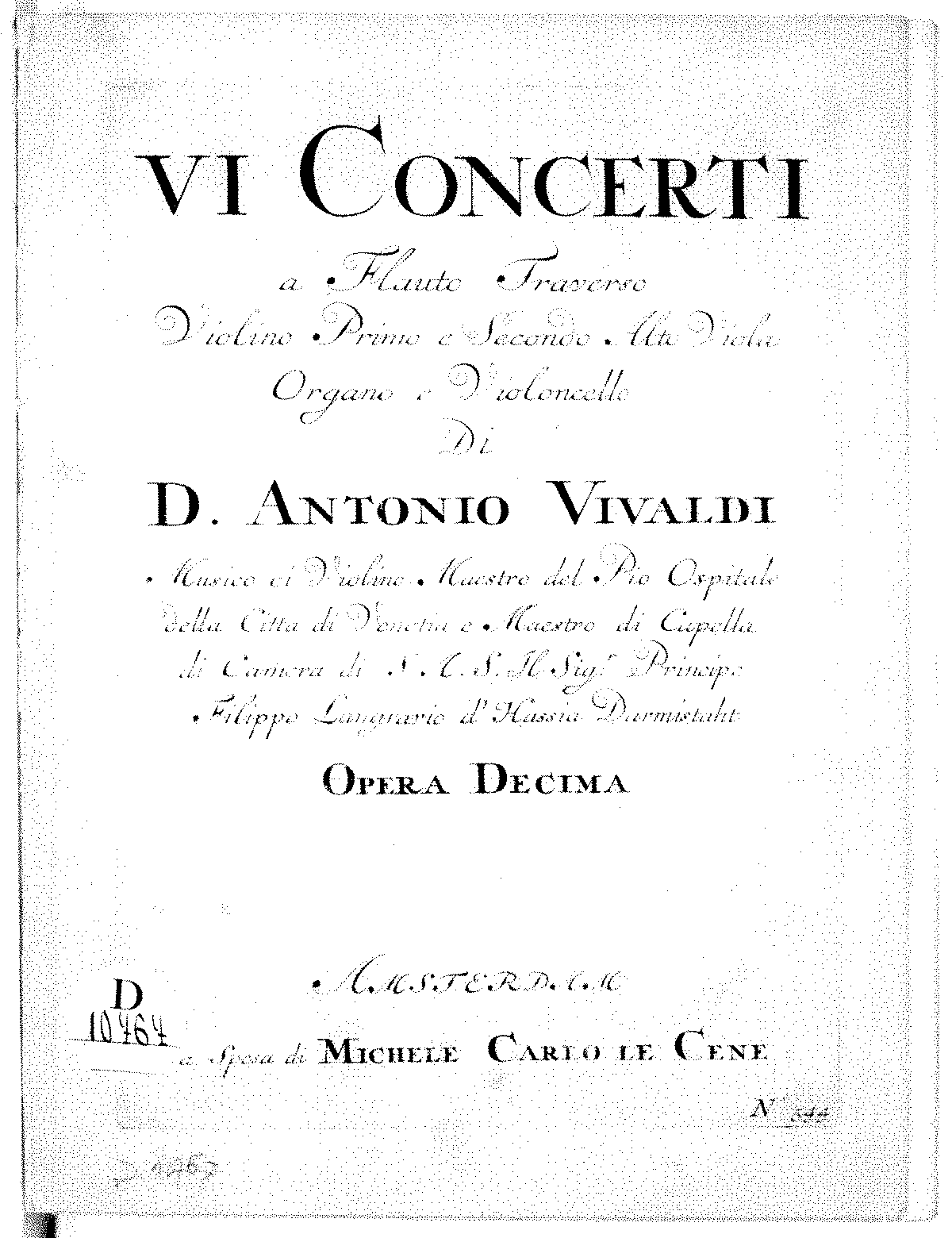
作品10の表紙

フルート協奏曲集 作品10は、アントニオ・ヴィヴァルディが作曲した全6曲からなるフルート協奏曲集である。また音楽史上初のフルートのための協奏曲でもある。
正式な原題は「フラウト・トラヴェルソ、第1および第2ヴァイオリン、ヴィオラ、オルガン、チェロのための6つのコンチェルト」。

## 概要
1729年頃（ただし年代は明確ではない）にアムステルダムの楽譜出版社ミシェル＝シャルル・ル・セーヌからの委嘱を受けて作曲されたものと伝えられる。ただし、それぞれの作曲された年代は不明である。
作曲の際ヴィヴァルディは、以前作曲した旧作から適切に選んで、フルート用に再度編曲している。全6曲のうち5曲には原曲である室内協奏曲の版が存在し、残りの第4番の原曲となるものは発見されていない。これは6曲をまとめるために新たに作曲したと考えられている。第5番の2楽章にヴィヴァルディの編曲指示が残っているため、編曲の大部分は出版社のほうで行った可能性が高い。
現在ではヴィヴァルディの代表的な作品として親しまれ、演奏や録音が多くなされている。

## 楽曲の構成
全6曲からなり、楽器編成は独奏フルート、弦楽4部、通奏低音である。

### 第1番 ヘ長調『海の嵐 (La Tempesta di Mare)』 RV.433
ヴィヴァルディは同名のヴァイオリン協奏曲も作曲しているが、関連性は持たない。16分音部による上昇音階と下降音階、分散和音の反復など、ヴェネツィアにおける海の嵐の情景がフルートで描写されている。原曲はRV.98である。演奏時間は約7分。
- 第1楽章 アレグロ（ヘ長調、4分の4拍子）
- 第2楽章 ラルゴ（ニ短調、4分の3拍子）
- 第3楽章 プレスト（ヘ長調、8分の3拍子）

### 第4番 ト長調 RV.435
第4番のみ原曲が存在していないことから、この曲集のための新作と考えられている。演奏時間は約7分。
- 第1楽章 アレグロ（ト長調、8分の3拍子）
- 第2楽章 ラルゴ（ト長調、4分の4拍子）
- 第3楽章 アレグロ（ト長調、4分の4拍子）

### 第5番 ヘ長調 RV.434
第5番は既存のオペラのアリアからの借用で、全楽章に使用している。原曲であるRV.442の第2楽章（ヘ短調）を長二度上げてト短調としている。演奏時間は約8分。
- 第1楽章 アレグロ・マ・ノン・タント（ヘ長調、4分の4拍子）
オペラ『愛と憎しみに勝つ貞節 (La Costanza trionfante degl'amori e degl'odii) RV 706』からのアリアが引用されている。
- 第2楽章 ラルゴ（ハ短調、8分の12拍子）
オペラ『愛と憎しみに勝つ徳、すなわちティグラネス王 (La virtu trionfante dell'amore e dell'odio vero il tigrane) RV 740』からのアリアをテンポを遅くして引用されている。
- 第3楽章 アレグロ（ヘ長調、4分の2拍子）
オペラ『狂気を装うオルランド (Orlando finto pazzo) RV 727』のアリアを引用している。

### 第6番 ト長調 RV.437
原曲はRV.101。第2楽章の主題は第3楽章で長調になって再現される。演奏時間は約8分。
- 第1楽章 アレグロ（ト長調、4分の4拍子）
- 第2楽章 ラルゴ（ト短調、4分の3拍子）
- 第3楽章 アレグロ（ト長調、4分の3拍子）

## 参考資料
- 『作曲家別名曲解説ライブラリー21 ヴィヴァルディ』（音楽之友社、1995年）
- ヴィヴァルディ:『フルート協奏曲集 作品10』（パトリック・ガロワ、オルフェウス室内管弦楽団、ドイツ・グラモフォン）のライナーノーツ
- ヴィヴァルディ:『フルート協奏曲集 作品10、調和の霊感 作品3』（クリストファー・ホグウッド、エンシェント室内管弦楽団、スティーヴン・プレストン、デッカ・レコード）のライナーノーツ